# Dialetto ascolano
Il dialetto ascolano (asculà) è una varietà linguistica vernacolare parlato nella città di Ascoli Piceno e nei comuni più prossimi. Appartiene al gruppo dei dialetti marchigiani meridionali.

## Classificazione e distribuzione geografica
Il dialetto ascolano è un dialetto appartenente al gruppo dei dialetti marchigiani meridionali, chiamati anche con il nome di dialetti aso-truentini, poiché parlati tra la Val d'Aso e la Valle del Tronto.
L'area in cui si parla il dialetto ascolano comprende, oltre alla città di Ascoli Piceno, anche la maggior parte dei comuni del contado ascolano. Ad est di Ascoli Piceno il dialetto ascolano è diffuso lungo il corso del fiume Tronto nei comuni di Folignano, Castel di Lama, Castorano, Colli del Tronto e Spinetoli. Anche i paesi di Appignano del Tronto e Ripaberarda, alle pendici del Monte Ascensione, rientrano nell'area del dialetto ascolano. Ad ovest di Ascoli Piceno il dialetto ascolano è diffuso fino ai comuni pre-montani di Venarotta, Palmiano e Roccafluvione. 
Nella bassa vallata del Tronto, nei centri di Monsampolo del Tronto e Monteprandone, si parla un dialetto molto simile all'ascolano, ma che possiede alcune differenze, per cui non può essere propriamente definito ascolano, bensì sambenedettese, proveniente dalla città di San Benedetto del Tronto.
Ad Acquasanta Terme il dialetto assume delle peculiarità proprie per cui non è più classificabile come propriamente ascolano, pur essendo comunque affine. 
A Maltignano e nei vicini paesi della Val Vibrata (Sant'Egidio alla Vibrata, Ancarano, Villa Lempa), il dialetto, pur essendo strettamente imparentato con quello ascolano, possiede delle influenze abruzzesi che lo distinguono dal dialetto del capoluogo piceno.

## Fonetica

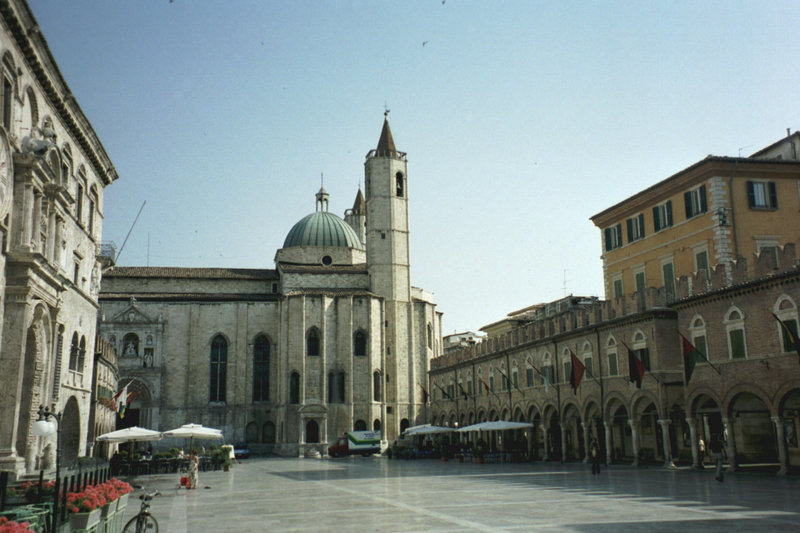
Piazza del Popolo

Elementi tipici del dialetto ascolano sono:
- Neutralizzazione di tutte le vocali atone finali, che diventano scevà ([ə]), trascritto ë, ad eccezione di [a] (casë per "caso" ma casa per "casa");
- Neutralizzazione di tutte le vocali atone anche nel mezzo della parola, ad esempio tërnà per "tornare", mëvëmiéndë per "movimento", fërtënàtë per "fortunato". In alcune eccezioni la -o- diventa -u-, ad esempio cundràrië per "contrario", curtiéllë per "coltello";
- Metafonesi sannita (o napoletana), per cui le vocali toniche [ɛ], [ɔ], [e] ed [o] si chiudono rispettivamente in [je], [wo], [i] ed [u] in presenza di "-u" od "-i" finali nell'etimologia latina (tiémbë per "tempo", puórchë per "maiale", nìrë per "nero" e rùscë per "rosso");
- Apocope delle sillabe finali -ne, -no e -ni (vì per "vino", mà per "mano", pëcció per "piccione"), peraltro in uso in tutte le Marche centro-meridionali a sud di Ancona;
- Assimilazione totale dei nessi l+cons. e r+cons. (caccósa per "qualcosa", cacchëdùnë per "qualcuno", pëcché per "perché") con alcuni casi di epentesi vocalica (òlëpa per "volpe", sùlëchë per "solco", špëlëpatë per "spolpato"). Nel dialetto ascolano i nessi l+consonante subiscono una sonorizzazione (addë per "alto", pëggì per "pulcino", fàżżë per "falso", fàggë per "falce");
- Caduta della [ɡ] intervocalica e a inizio di parola ( 'attë per "gatto", baùnzë per "bigoncio", Aùstë per "Agosto",  'rà per "grano");
- Passaggio di -gli- ([ʎ]) a gghj ([ɟɟ]) (figghjë per "figlio", vògghjë per "voglio", pàgghja per "paglia").
- Pronuncia della s impura come se fosse una fricativa postalveolare sorda di primo grado ([ʃ]), a volte trascritta š (štùpëdë per "stupido", štuórtë per "storto", Caštëgnà per Castignano);
- Raddoppiamento delle consonanti [b] e [m], ad esempio bbendà per "bontà", chëmmùnë per "comune";
- Aferesi della vocale atona a inizio di parola come  'nghëmëngià per "incominciare",  'ngundrà per "incontrare",  'ndìsë per "inteso"

In alcune varietà di dialetto ascolano, in particolare nel dialetto del centro storico di Ascoli e nel dialetto di Appignano del Tronto, lo scevà dopo la consonante liquida -l- diventa -i. Alcuni esempi: lu ggërnàli per "il giornale", carnavàli per "carnevale", sùli per "solo", lindànë per "lontano", licèrna per "lucerna", maciélli per "macello", eccetera.

## Grammatica

### L'articolo
Come in italiano l'articolo si distingue in determinativo e indeterminativo.
|           | Determinativo | Indeterminativo |
| Maschile  | lu            | nu              |
| Femminile | la            | na              |
| Plurale   | li            | -               |

Spesso gli articoli determinativi vengono resi  'u, 'a, 'i (sia lu cà che  'u cà per "il cane").

### Il sostantivo
In ascolano solo i sostantivi femminili che terminano in -a cambiano desinenza al plurale, tutti gli altri sostantivi rimangono invariati, si possono prendere in considerazione le parole ciuòttë (pietra, sasso) e cèrpa (serpente):
|           | Maschile | Femminile |
| Singolare | ciuóttë  | cèrpa     |
| Plurale   | ciuóttë  | cèrpë     |

#### Plurali irregolari
In alcuni casi le forme plurali seguono regole particolari:
- I nomi che terminano con vocale accentata rimangono invariati al plurale (lu frëchì, "il bambino", li frëchì, "i bambini"). Nel caso in cui la vocale sia una -ó la terminazione plurale diviene ù (lu pëtó per "il tacchino" e li pëtù);
- I sostantivi che finiscono in -llë hanno plurale -gghjë, per cui cunìllë/cunìgghjë per "coniglio/conigli", fratiéllë/fratiégghjë per "fratello/fratelli", cavàllë/cavàgghjë per "cavallo/cavalli" e così via;
- In alcuni casi il plurale è di tipo metafonetico, ad esempio lu déndë/li diéndë per "il dente/i denti", lu préddë/li priéddë per "il prete/i preti";
- Molti sostantivi che finiscono per -së hanno plurale -scë, ad esempio lu spùsë/li spùscë per "lo sposo/gli sposi", lu fuóssë/li fuóscë per "il fosso/i fossi";
- Alcuni sostantivi possono assumere plurali di tipo neutro in -a, ad esempio li méla per "le mele", li léna per "i legni", li bbùcia per "le buche";
- Esistono poi plurali irregolari come òmë/uómmënë ("uomo/uomini"), vèrmë/viérmëna ("verme/vermi"), fìchë/fìcura ("fico/fichi").

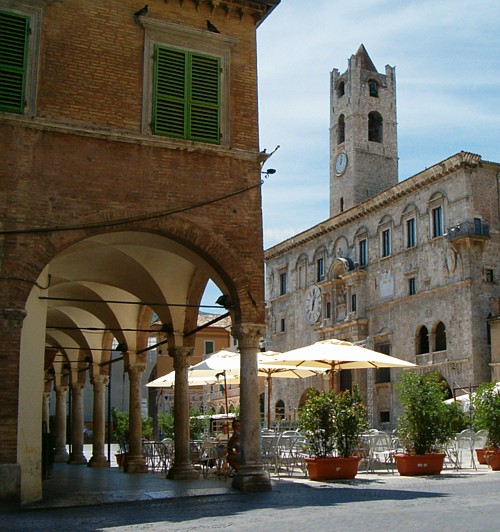
Uno scorcio del Palazzo dei Capitani, nella Piazza del Popolo di Ascoli Piceno

### L'aggettivo
Molti aggettivi variano la vocale accentata nel passaggio da maschile a femminile per via della metafonesi. Infatti la metafonesi avviene solo nei nomi maschili singolari e plurali (ovvero per -u e -i latine). Quindi ad esempio:
|           | Maschile | Femminile |
| Singolare | bbuónë   | bbòna     |
| Plurale   | bbuónë   | bbònë     |

#### Il possessivo
L'aggettivo possessivo si trova sempre dopo il sostantivo e non varia nel genere e nel numero, se non nella 1º e 2º persona plurale.
- La casa mié: "la mia casa"
- Lu tëlëfënì tuó: "il tuo cellulare"
- Li attë nuostrë: "i nostri gatti"
- Lu figghjë suó: "suo figlio"

Nel caso in cui il possessivo si riferisce ad una parentela esistono le forme contratte:
- màmmëta: "tua madre"
- pàrtëtë: "tuo padre"
- figghjëma: "mia figlia"
- zìëta: "tua zia"
- fràtëtë: "tuo fratello"
- sòrdëta: "tua sorella"

La forma contratta esiste anche per alcuni sostantivi che non si riferiscono alla parentela, come nel caso di casëta: "la tua casa".

#### Il dimostrativo
In ascolano, a differenza dell'italiano dove l'aggettivo dimostrativo (prendi questo libro) è identico al pronome (prendi questo), le due forme variano:
- pigghja 'stu libbrë/pigghja quistë: "prendi questo libro/prendi questo";
- pigghja 'ssu libbrë/pigghja quissë: "prendi codesto libro/prendi codesto";
- pigghja 'llu libbrë/pigghja quillë: "prendi quel libro/prendi quello";

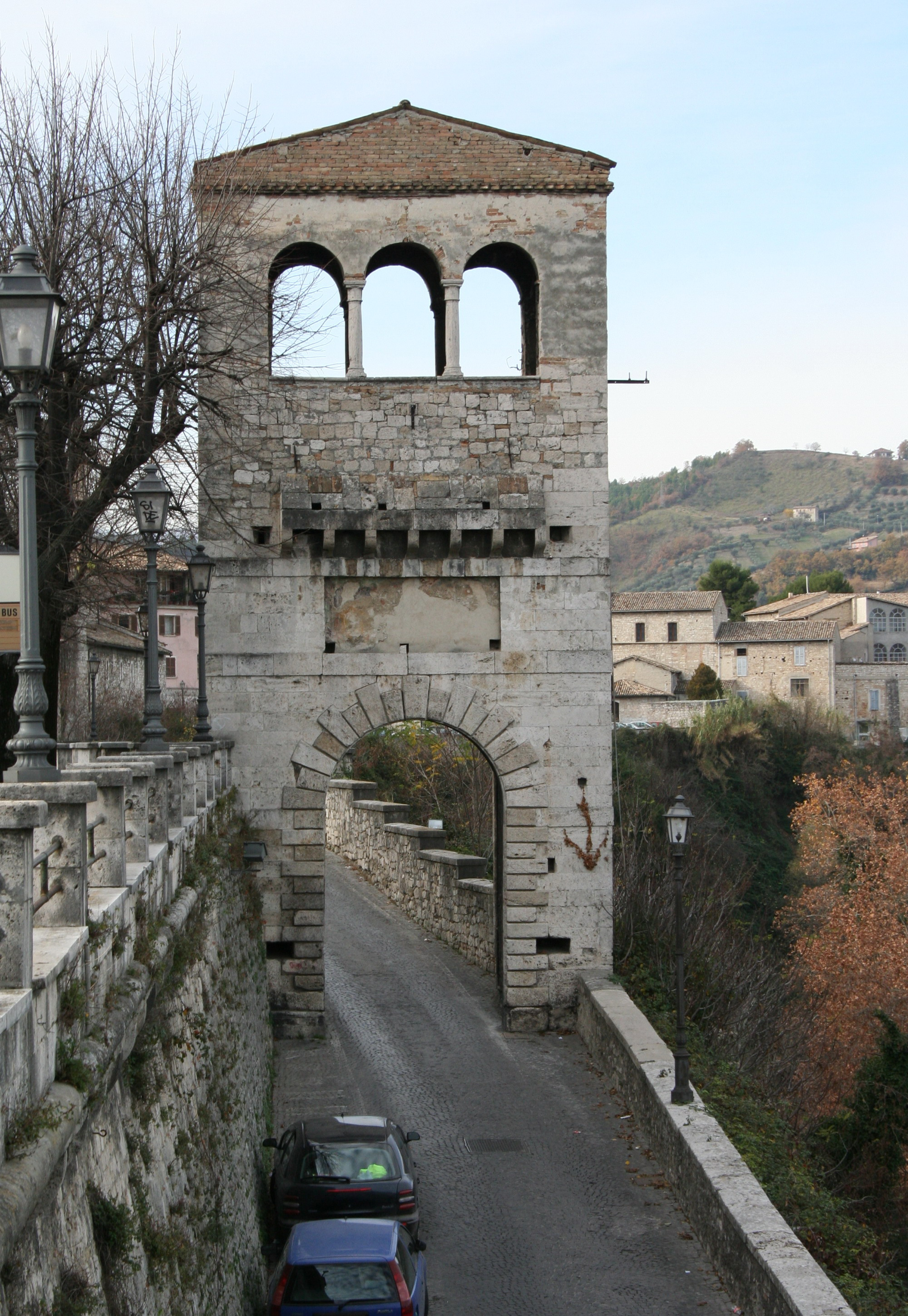
Porta Tufilla

### Avverbi
Gli avverbi in ascolano sono forse una delle parti del discorso più caratteristiche e colorite.
Tra gli avverbi di luogo ricordiamo: jó, che si traduce principalmente con "giù"; lòchë, che ha diversi significati, tra i più diffusi "lì", "in quel posto", "là"; lindana per "lontano"; vëcinë per "vicino"; ècchë, oltre a significare "ecco", per "qui". 
Tra i temporali invece distinguiamo: mó per "adesso, ora", uója per "oggi", dëmà ovvero "domani", mandëmà e massera per "stamattina" e "stasera".Tra quelli di quantità troviamo: nëccó per "un po' ", furia e mizzë che significano "parecchio, molto, assai", cuósa per "niente".
Altri avverbi sono:
- quannë: quando
- quandë: quanto
- sincasi e casimenti: nel caso in cui
- cullamondra: in quel modo
- accussamondra: in questo stesso modo
- cuscinda, cuscì: così
- opuramente: oppure
- 'mmecë: invece

### Il verbo
In ascolano la terza persona singolare e la terza persona plurale si coniugano allo stesso modo, caratteristica comune agli altri dialetti marchigiani (ad esempio iscë magna per "essi mangiano").
In ascolano si distinguono 4 coniugazioni, in -à (candà per "cantare"), in -é (vëdé per "vedere"), in -ë (córrë per "correre") e in -ì (dërmì per "dormire"). 
Nella coniugazione del verbo in ascolano sono di primaria importanza le trasformazioni vocaliche all'interno della parola piuttosto che nella desinenza, che tende a cadere. 
Proprio per questo ogni coniugazione si divide a sua volta in coniugazione di tipo metafonetico e coniugazione di tipo non metafonetico. Alcuni esempi per quanto riguarda il presente indicativo:
|         | I coniug. non met. | I coniug. met.  | II coniug. non met. | II coniug. met. | III coniug. non met. | III coniug. met. | IV coniug. non met. | IV coniug. met. |
| ------- | ------------------ | --------------- | ------------------- | --------------- | -------------------- | ---------------- | ------------------- | --------------- |
| Persona | candà - "cantare"  | përtà - portare | cadé - cadere       | vëdé - vedere   | spànnë - spargere    | córrë - correre  | ardì - ardere       | sëndì - sentire |
| Ië      | càndë              | pòrtë           | càdë                | védë            | spànnë               | córrë            | àrdë                | sèndë           |
| Tu      | càndë              | puórtë          | càdë                | vìdë            | spànnë               | cùrrë            | àrdë                | siéndë          |
| Issë    | cànda              | pòrta           | càdë                | védë            | spànnë               | córrë            | àrdë                | sèndë           |
| Nù      | candémë            | përtémë         | cadémë              | vëdémë          | spannémë             | currémë          | ardémë              | sëndémë         |
| Vù      | candétë            | përtétë         | cadétë              | vëdétë          | spannétë             | currétë          | ardétë              | sëndétë         |
| Iscë    | cànda              | pòrta           | càdë                | védë            | spànnë               | córrë            | àrdë                | sèndë           |

La coniugazione del verbo èssë è:
| Persona | Presente | Imperfetto |
| ------- | -------- | ---------- |
| Ië      | sò       | èra        |
| Tu      | jé       | sìvë       |
| Issë    | è        | èra        |
| Nù      | sémë     | savàmë     |
| Vù      | sétë     | savàtë     |
| Iscë    | è        | èra        |

Il verbo essere funge anche da unico ausiliare (i'sò itë: io sono andato, i'sò magnatë: io ho mangiato).
L'imperfetto degli altri verbi è differente da tutti gli altri dialetti centro-meridionali:
| Persona | Imperfetto       |
| ------- | ---------------- |
| Ië      | candàva / candié |
| Tu      | candìvë          |
| Issë    | candàva / candié |
| Nù      | candavàmë        |
| Vù      | candavàtë        |
| Iscë    | candàva / candié |

## Proverbi e modi di dire
- L'ašculà tìra la preta e nascónnë la mà (= l'ascolano tira la pietra e nasconde la mano);
- Ašculà, làrghë dë vócca e štrìttë dë mà (= ascolano, facile a parlare ma ristretto nell'agire);
- Cë siéndë cèrqua chë l'accétta tàgghja!? (= ci senti quercia che l'accetta taglia: che ti dicevo?)
- Bèlla nën è, dissë lu puórchë su la scannatóra, tùttë më sémbra ménë chë na partìta a càrtë! (= siamo messi veramente male!);
- Dàgghjë, dàgghjë, la cëpólla dëvènda àgghjë (= col tempo e insistendo si ottengono risultati);
- Dìjë è criàtë lu mùnnë, l'ašculà së l'è capàtë (= Dio ha creato il mondo, l'ascolano ha scelto il posto migliore);
- Chi të lòda a tùttë fiàtë, o të fréca o t'é frëcàtë (= Chi ti elogia a tutto fiato, o ti inganna o ti ha già ingannato);
- Andrè 'ndrò 'nTrùndë e n'arësciéttë tùttë 'mbùssë (= Andrea entrò nel Tronto e ne uscì tutto bagnato: scioglilingua);
- Stàttë chë 'ssi quàttrë uàjë (= Resta con questi quattro guai che hai, evita di inoltrarti in nuove problematiche);
- Priéddë e pùllë nn'è mai satùllë (= Preti e polli non sono mai sazi);
- La cèrqua nën pò fà li mëlaràngë (= La quercia non può fare le arance, i genitori non possono fare figli molto diversi da loro stessi);
- Quà së méttë pagghiósa (= La situazione si mette male);
- L'è cchiappàtë chë lu làrdë 'ngòllë (lo hanno preso con il lardo sotto braccio = Lo hanno preso con le mani nel sacco).
- Dagghje figghje tagghjete li capigghje sennò nen pigghje mogghje). = Dai figlio! Tagliati i capelli altrimenti non prendi moglie.